# Terry Chambers
Terry Chambers (Swindon, 18 luglio 1955) è un batterista britannico, membro fondatore e batterista del gruppo musicale XTC fino al 1983.
Trasferitosi in Australia, ha fatto brevemente parte del gruppo musicale Dragon, fino al 1985.
Dopo una lunga parentesi di inattività, nel 2017 ha pubblicato un nuovo e.p. con il bassista degli XTC, Colin Moulding, sotto lo pseudonimo TC&I.